# Талалаївська загальноосвітня школа (Талалаївський район, Чернігівська область)
Талала́ївська ЗОШ І-ІІІ ступенів — навчальний заклад смт. Талалаївка Талалаївського району Чернігівської області

## Історія закладу
У 1934 році в Талалаївці була відкрита семирічна школа, яка невдовзі стала середньою школою.
До початку війни школа провела два випуски учнів. У 1938 році при ній стала діяти вечірня школа робітничої і сільської молоді, яка давала можливість піднімати загальноосвітній рівень працівників Талалаївщини без відриву від виробництва.
У часи окупації території німецькими військами в 1941-1943 роках школа тимчасово припинила діяльність.
Після звільнення району, у вересні 1943 року, школа продовжила свою роботу.
Спочатку приміщення школи було розміщено в c. Нинове, за 2 кілометри від Талалаївки, а в 1962 році в селищі було побудовано нову школу (пізніше в цьому приміщенні працював філіал Дігтярівського професійного аграрного ліцею № 32).
1987 було побудоване сучасне приміщення закладу, яке розміщено на південній околиці смт. Талалаївка по вулиці Радянській, 38 на відстані 900 метрів від центру селища.

## Навчально-виховний процес
Талалаївська ЗОШ І-ІІІ ступенів працює над проблемою «Розвиток компетентнісно зорієнтованих підходів до навчання на основі впровадження новітніх освітніх технологій». В 10-11 класах обрано технологічний профіль навчання. Учні здобувають професію водія категорії «С» та швеї.

## Видатні випускники
За час існування школа випустила тисячі випускників, серед них:
- Л.Х.Муляр — начальник управління містобудування і архітектури України;
- П.В.Головенко — консул Республіки Білорусь в Німеччині;
- Е.П.Топчій — викладач військової академії в м. Санкт-Петербург;
- В.П.Стусь — доцент кафедри урології Дніпровського медичного університету;
- В.Г.Омельченко — доцент, викладач Івано-Франківського інституту нафти і газу;
- М.П.Демченко — головний лікар Київського науково-дослідного медичного інституту ендокринології, кандидат медичних наук;
- Т.П.Демченко — викладач Чернігівського педагогічного університету, кандидат історичних наук;
- І.В.Мальцева — науковий працівник кафедри кардіології Київського інституту геронтології, кандидат медичних наук;
- Я.Ф.Ковалець — член спілки письменників України;
- Ф.З.Римаренко — начальник бурової, Лауреату Державної премії України;
- Г.В.Кравченко — ведучий льотчик надзвукових літаків вищого пілотажу на Китайсько-Російському кордоні;
- В.М.Дрозденко — генеральний директор заводу «Станки і автомати» м. Києва;
- Т.М.Яковенко — доцент, викладач Сумського педагогічного університету;
- В.М.Пугач — старший викладач Ніжинського педагогічного університету;
- С.Г.Фадєєв — лікар-мікрохірург (нині практикує у Великій Британії);
- В.Е.Карпусь — викладач Харківського авіаційного університету;
- В.І.Ведмедь — доцент, викладач Сумського педагогічного університету